# Borneo del Nord ai Giochi della XVI Olimpiade
Il Borneo del Nord ha partecipato ai Giochi della XVI Olimpiade che si sono svolti a Melbourne dal 22 novembre all'8 dicembre 1956 
con una delegazione di 2 atleti impegnati in 1 disciplina,
senza aggiudicarsi medaglie.

## Atletica leggera
| Atleta           | Gara                    | Qualificazione | Qualificazione | Finale          | Finale          |
| Atleta           | Gara                    | Risultato      | Piazz.         | Risultato       | Piazz.          |
| ---------------- | ----------------------- | -------------- | -------------- | --------------- | --------------- |
| Gabuh Bin Piging | Salto in lungo maschile | 14,55 m        | 24             | Non qualificato | Non qualificato |
| Sium Bin Diau    | Salto in lungo maschile | 14,09 m        | 28             | Non qualificato | Non qualificato |